# Xã Katy, Quận Boone, Missouri
Xã Katy (tiếng Anh: Katy Township) là một xã thuộc quận Boone, tiểu bang Missouri, Hoa Kỳ. Năm 2010, dân số của xã này là 3.787 người.